# Río Maritsa
El Evros o Maritsa (en búlgaro: Марица; en griego antiguo: Ἕβρος; en griego: Έβρος, Évros, romanizado como Hebro; en turco: Meriç), es un río que nace en el noroeste de la montaña Rila, que está en el suroeste de Bulgaria. Es el curso de agua más importante de Tracia, y tiene cerca de 480 km de longitud. Está repartido entre Bulgaria, Grecia y la Turquía europea.

## Descripción

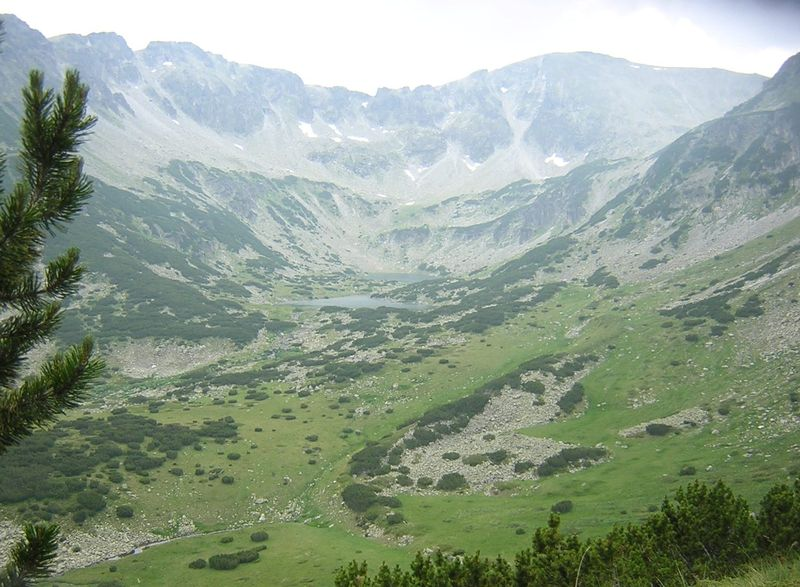
El valle del nacimiento del río Maritsa, en las montañas Rila.

El Evros discurre por el sureste de Bulgaria, entre los Balcanes y las montañas Ródope, más allá de Plovdiv, hasta Edirne, en Turquía, donde gira hacia el sur para entrar en el mar Egeo cerca de Enez, donde forma un delta. Está situado en Macedonia Oriental-Tracia, y al norte es la frontera entre Grecia y Bulgaria y al sur la frontera entre Grecia y Turquía. 
El Tundzha es su afluente principal. El Arda es otro de los afluentes.
Una pequeña sección (15 km aprox.) del ramal septentrional corre enteramente por Turquía. La frontera fue trazada así para evitar que la ciudad ribereña de Edirne tuviera una orilla griega enfrente.
El curso bajo del Maritsa forma parte de las fronteras greco-búlgara y greco-turca. 
El valle alto del Maritsa es la principal ruta este-oeste de Bulgaria. No es un río navegable y es utilizado para la producción de energía e irrigación de las tierras.
La llanura de la antigua ciudad de Dorisco (a 10 km de la costa) estaba situada en el curso bajo de dicho río.

## Ciudades ribereñas
Los lugares por los que el río discurre incluye Pazardzhik, Plovdiv, Dimitrovgrad y Svilengrad en Bulgaria, Edirne en Turquía y Kastanies, Pythio, Didimótico y Lavara en Grecia.

## Mitología
En la mitología griega, se conoce al Hebro por ser el río al que las bacantes tracias arrojaron la cabeza y la lira de Orfeo tras despedazarlo. Lo mataron en el monte Ródope, al negarse Orfeo a tener trato con mujer alguna tras haber perdido a su esposa Eurídice.